# Heiliges Herz – Das Schwert Deiner Sonne
Heiliges Herz – Das Schwert Deiner Sonne ist das 2007 erschienene sechste Studioalbum der Band Samsas Traum. Es wurde am gleichen Tag wie das Album Wenn schwarzer Regen veröffentlicht.

## Entstehungsgeschichte
Die Aufnahme des Schlagzeugs durch Moritz Neuner verlief für Kaschte sehr unbefriedigend. Die Aufnahmen passten nicht zur musikalischen Ausrichtung des Albums, zudem war Neuner, Booker von Atrocity und Leaves’ Eyes nicht ausreichend vorbereitet gewesen. Nach langem Hin und Her entschied sich Kaschte die Schlagzeugspuren zu löschen. Danach schickte Kaschte Adrian Erlandsson von The Haunted über Vermittlung von Fredrik Nordström Demostücke des Albums und dieser erklärte sich direkt bereit, das Album einzuspielen. Daniel Schröder übernahm, wie auch beim gleichzeitig veröffentlichten Album Wenn Schwarzer Regen, wieder die Klarinette.

## Formate
Das Album erschien in zwei verschiedenen Formanten: einmal im normalen Jewelcase und einmal als limitierte Version. Die limitierte Version kommt im Buchformat (14 × 28 cm) im Schuber mit hochwertiger Prägung und Lackierung. Im Hardcover-Leinen-Einband ist das Sonderbeiheft mit Fadenheftung enthalten, das alle Texten, Liner Notes und zusätzliche Illustrationen enthält.

## Cover
Das Cover stellt einen brennenden Jesus Christus mit dem Gesicht von Kaschte in einer Kirche dar. Dies entstand nach Aussage von Kaschte allerdings nicht (oder nicht ausschließlich) aus blasphemischen Gründen, sondern lag daran, dass Kaschte von seinen Fans zuweilen um Rat gefragt wurde und er sich daher „wie ein zu seiner Bestimmung gezwungener Erlöser“ fühle. Daher tauche das Motiv auch in diversen Darstellungen auf.

## Titelliste

### CD 1
| #  | Titel                    | Länge |
| -- | ------------------------ | ----- |
| 1  | 5+6 = 218                | 0:47  |
| 2  | Das Zeitalter der Bäume  | 8:10  |
| 3  | Auf den Spiralnebeln     | 3:49  |
| 4  | Durch springende Lippen  | 3:10  |
| 5  | Schlaf in den Flammen    | 4:24  |
| 6  | Liebeslied               | 4:52  |
| 7  | Der Tag stummer Rache    | 6:09  |
| 8  | Der Hirte der Meere      | 4:33  |
| 9  | Im Auge des Sturms       | 5:27  |
| 10 | Heiliges Herz            | 5:08  |
| 11 | Das Schwert Deiner Sonne | 7:07  |

### CD 2
| #  | Titel                                           | Länge |
| -- | ----------------------------------------------- | ----- |
| 1  | Intro                                           | 1:42  |
| 2  | Heiliges Herz (Thomas-Rainer-Remix)             | 4:51  |
| 3  | Auf den Spiralnebeln (Peter-Tägtgren-Remix)     | 3:53  |
| 4  | Durch springende Lippen (P·A·L-Remix)           | 3:06  |
| 5  | Im Auge des Sturms (In-Strict-Confidence-Remix) | 5:49  |
| 6  | Schlaf in den Flammen (:Wumpscut:-Remix)        | 5:14  |
| 7  | Heiliges Herz (Monozelle-Remix)                 | 5:15  |
| 8  | Outro                                           | 5:43  |
| 9  | Anti (Saw-3-UR-Version)                         | 3:24  |
| 10 | Anti (Saw-3-TH-Version)                         | 3:26  |
| 11 | Bis an das Ende der Zeit (Saw-2-Version)        | 3:44  |
| 12 | Heiliges Herz (Peter-Tägtgren-Remix)            | 3:25  |

## Songinfos
Das Intro des Albums, 5+6 = 218, ist ein Sample aus einem Interview mit dem kurz zuvor verstorbenen Jon Nödtveidt von Dissection. Der Titel basiert auf einem Zahlencode des Misanthropic Luciferian Orders (MLO), dessen prominentestes Mitglied Nödtveidt war.

## Musikstil und Texte
Das Album sollte nach a.Ura und das Schnecken.Haus, einem eher am Gothic Metal orientierten Album, wieder in die härtere Richtung gehen. Dementsprechend finden sich musikalische Merkmale des Black Metals der frühen 1990er auf dem Album, allerdings vermischt mit zahlreichen Einflüssen aus anderen Genres, wie es bei Samsas Traum üblich geworden ist. Das Album ist wesentlich schneller und aggressiver als seine Vorgänger. Tatsächlich sieht Kaschte Samsas Traum zuweilen auch als Black-Metal-Band, etwas was ihm von der Szene im Allgemeinen in Abrede gestellt wird:

„Ich betrachte SAMSAS TRAUM als Black Metal-Band weil in allem, das wir von Anfang an getan haben, der ‚Widersacher‘ mitschwang – ob auf ‚Die Liebe Gottes‘, auf ‚Heiliges Herz‘ oder sogar auf ‚a.Ura‘: SAMSAS TRAUM sind eine Alternative, SAMSAS TRAUM sind dagegen, SAMSAS TRAUM sind eine Fleisch und Blut gewordene Anti-Haltung. SAMSAS TRAUM ist ein philosophischer Satan – und das Schöne ist, wie im ersten Absatz dieser Antwort erwähnt: ich muss mich nicht anstrengen, um das zu tun, was ich tue, ich tue es einfach.“

Lyrisch bewegte sich Kaschte jedoch weg von den üblichen Black-Metal-Klischees, sondern verwendete Naturmetaphorik und sehr persönliche Texte.

## Rezensionen
Conny Schiffbauer vom Rock Hard vergab lediglich 2 von 10 Punkten und bezeichnete das in ihrer an den Herr-der-Ringe-Zyklus angelehnten Schmähkritik als ähnlich, wie „wenn eine verklärte Textzeilen kreischende Gollum-Reinkarnation naive Elbenmädchen aus Bruchtal zu dünnem Background-Gefiepse nötigt und selber nach ein paar Humpen Bier zu viel im ‚Tänzelnden Pony‘ derart talentlos und flach Dark Metal, Black, NDH, Gothic und Wave zu einer öden Uruk-hai-Brühe vermixt, dass sogar dem standhaftesten Hobbit die Haare an den Füßen ausfallen.“ Das Rock Hard hatte bereits vorher Alben von Samsas Traum in seinen Rezensionen verrissen und mehrfach zu ihrer „Arschbombe des Monats“ (schlechtestes Album des Monats) gekürt. Kaschte reagierte mit einem Leserbrief auf die neuerliche Kritik. Es soll auch zu vermehrten Mail-Beschwerden von Samsas-Traum-Fans bei Schiffbauer gekommen sein.
Bei einer Jubiläums-Feier für das Label Nuclear Blast konfrontierte Kaschte Schiffbauer mit ihrer Polemik. Die Begegnung soll sich laut Kaschte so abgespielt haben:

„Für Conny war die Begegnung äußerst unfreiwillig, sie ist vor Peinlichkeit und Scham fast im Boden versunken und hat sogar ein wenig geschrieen. Meinen polemischen und sarkastischen Adern wurden in einem 10 Minuten langen Gespräch Energien zugeführt, die bis ans Ende meines Lebens reichen sollten: ‚Ich habe einfach einen Aufhänger gebraucht‘, hat Conny zugegeben. Herzlichen Glückwunsch, ich bin tatsächlich freundlich geblieben. Wir müssen witzig ausgesehen haben, die Frau ist nicht einmal halb so groß wie ich.“

Schiffbauer hatte Kaschte zufolge auch erklärt, unter Redaktions-Zeitdruck die Rezension verfasst zu haben.
Auch das Webzine Stormbringer.at schrieb einen Verriss:

„Dabei heuchelt schon der Bandname eine Intellektualität vor, die zu keinem Zeitpunkt erreicht wird. Denn textlich ist das Niveau alles andere als hoch, auch wenn man diesmal auf so großartige Songtitel wie ‚Stromausfall im Herzspital‘ oder ‚Ein Foetus wie Du‘ verzichten muss. Die Texte bestehen meist nur aus sinnlosen Worthülsen, die eher für erheiterndes Grinsen, als für andächtiges Staunen sorgen. Der Gesang von Kaschte untermalt diese lyrischen Ergüsse sehr passend mit pseudobösen Gekreische, oder auch mal mit gekünstelter Theatralik im BLUMFELD Stil, da verkommt die Musik schon beinahe zur Nebensache. Zwar bietet ‚Heiliges Herz‘ wieder mehr Black Metal Gepolter statt neuer deutscher Härte, doch auch dieses klingt ziemlich beliebig und vermag keinerlei Maßstäbe zu setzen.“

Das Gleiche gilt für Metal.de, die insbesondere die Texte und den Genremix bemängelten:

„Klar, Alex hat das geschickt und von nicht wenig Zeitgeist beseelt gemacht: etwas Deutsche Härrrte der JOACHIM WITT-Sorte, ein wenig Black-Dilettantismus (glaubt hier jemand ernsthaft, LUNAR AURORA oder NAGELFAR können von Alex zitiert werden?), dazu ein paar Tupfer ROSENSTOLZ-Romantik und Mittelalter-Boshaftigkeit, um damit wohl Gothics mit Hang zur Einfachheit ebenso anzusprechen wie Liebhaber anspruchslosester Töne innerhalb der obengenannten Genres. Die Remixe erspar ich mir. Ganz ganz schlecht. Für die Texte müsste es Minuspunkte geben.“

Weitere Rezensionen fielen weitaus freundlicher aus. So bezeichnete das Legacy das Album als „lupenreines Black Metal-Werk nach norwegischer Prägung“ mit „deutlichem Darkthrone- und Mayhem-Einschlag“.
Josef Behr von Metal1.info sprach eine Kaufempfehlung aus:

„ich prophezeie, dass auch dieser Output des Meisters wieder spalten wird und auch einige Fans der letzten Platten vergraulen dürfte (aber die können sich ja das nicht minder faszinierende und zeitgleich veröffentlichte ‚Wenn Schwarzer Regen‘ kaufen), doch wer offenen Geistes ist und einen Sinn für Musik jenseits von unsinnigen Grenzen hat, sollte zumindest mal ein paar Ohren riskieren und in die wunderbar verrückte Welt des Alex K. eintauchen. Von mir gibt es die unbedingte Kaufempfehlung für dieses Überalbum, welches auch noch mit Bonus-CD daherkommt, auf der sich Remixe nicht unbekannter Künstler wie Peter Tägtgren (Pain, Hypocrisy), Wumpscut oder In Strict Confidence finden.“